# مصعب محمود
مصعب محمود الحسن (مواليد 1 يناير 1983) هو لاعب كرة قدم قطري مجنس يجيد اللعب كمدافع و لعب سابقاً لصالح منتخب قطر سابقاً .
لعب سابقاً لأندية الغرافة والخريطيات و السد والخور و الجيش وأم صلال والعربي و الريان والمرخية و البدع.

## روابط خارجية
- مصعب محمود على موقع قاعدة بيانات كرة القدم.إي يو (الإنجليزية)
- مصعب محمود على موقع ناشيونال فوتبول تيمز (الإنجليزية)
- مصعب محمود على موقع Soccerway.com (الإنجليزية)